# Sangiang (Sepatan Timur)
Sangiang is een bestuurslaag in het regentschap Tangerang van de provincie Banten, Indonesië. Sangiang telt 7715 inwoners (volkstelling 2010).